# Château de Bois-Fleuri
Le château de Bois-Fleuri, ou simplement Bois-Fleuri, est une demeure du XIXe siècle située à Avon (Seine-et-Marne), en France.

## Situation et accès
L'édifice est situé au no 36 de l'avenue du Général-de-Gaulle (anciennement, du Chemin-de-Fer dite des Basses-Loges, au no 102,), dans le quartier des Basses-Loges, au nord d'Avon. Plus largement, il se trouve dans le département de Seine-et-Marne, en région Île-de-France.

## Histoire
La villa fait partie des propriétés bourgeoises et villas d'Avon qui se développent progressivement autour de cet axe routier qui va vers Fontainebleau en passant par la gare. À la fin du XIXe siècle, c'est la famille Meyer qui habite en cette propriété. Mise en vente en 1899, on retrouve comme une de ses résidentes Mme Ernest Prévost en 1905,. Elle devient par la suite la propriété de Machiels dans les années 1900. En juillet 1909, ce sont notamment les baron et baronnesse Kurino Shinichirō (ja), ministre plénipotentiaire du Japon, et son épouse, qui sont reçus dans la propriété. Au printemps 1910, la propriété est acquise par Allard, grand entrepreneur de travaux publics à Paris. En 1912, on note que l'une des résidentes est la veuve de Lucien Lévy.

## Structure
Durant la possession de Machiels, le jardinier Depaux amènage le terrain. À l'occasion d'une visite de la Société d'horticulture de Melun-Fontainebleau, le 22 août 1907, le travail est ainsi décrit :

« L'ensemble du jardin d'agrément est charmant à voir. La partie anglaise, très accidentée, que nous avons sous les yeux est très réussie avec ses pelouses d'une grande fraîcheur. Les corbeilles et les plates-bandes de fleurs sont au nombre de cinquante-cinq. Elles seraient toutes à signaler. Mais craignant d'allonger outre mesure mon rapport, je me bornerai à signaler les plus importantes.
En commençant notre visite, nous remarquons : deux grands festons à vingt mètres de long à droite et à gauche de l'entrée principale, plantés en bégonias divers, puis des plates-bandes de bégonias de Coleus. Isolée sur le gazon, nous remarquons une étoile de 500 plantes ;
Plusieurs petites rocailles, construites par notre collègue et plantées de plusieurs variétés de fougères, pervenches, geraniums ; 200 plantes.
Un massif de rhododendrons, geraniums ; à côté, une plate-bande de 40 mètres de long, plantée en dahlias, ageratums, anthémis et geraniums.
Nous nous arrêtons ensuite devant plusieurs belles corbeilles de bégonias, de cannas, de rosiers. Nous avons aussi admiré une jolie collection de geranium cultivés en pots, provenant d'Angleterre, et autour de la villa palissée en vigne vierge, des rosiers Gloire de Dijon, Maréchal Niel et le Boussingaultia, plante grimpante peu cultivée dans notre contrée.
Nous visitons aussi la serre tempérée qui abrite une collection de 25 variétés de Begonia rex, en 70 pots, et 60 pots de bégonia Gloire d'Orléans qui meublent admirablement la serre, et quelques variétés de fougères et de maranta. À remarquer également, 10 000 plantes d'hiver repiquées en planches, et composées de pensées variées, myosotis, silènes, pâquerettes, primevères, giroflées, corbeilles d'argent.
Tous les massifs d'arbustes sont bordés de plates-bandes de fleurs formant le plus gracieux effet. La partie florale ne comprend pas moins de 10 000 plantes, et le Comité s'accorde à constater que toutes les plantations sont réussies et ne laissent rien à désirer.
En résumé, votre Comité est unanime à reconnaître le bon goût et les capacités de notre collègue. Toutes les cultures confiées à ses soins ne méritent que des éloges ; aussi, pour récompenser M. Depaux de la bonne tenue de son jardin, nous vous proposons, à l'unanimité, de lui accorder une médaille d'or de première classe. »